# 人工智能国家安全委员会
人工智能国家安全委员会（英語：National Security Commission on Artificial Intelligence）是美国在2018年成立的一个独立委员会，旨在向总统和国会提出建议，以“促进人工智能、机器学习和相关技术的发展，以全面满足美国的国家安全和国防需求”。该委员会在2021年3月发布最终报告称，美国在AI时代尚未做好防御或与中国竞争的准备。
该委员会由Google前CEO埃里克·施密特和羅伯特·O·沃克担任主席。
委员会在最终报告中建议：
- 大幅增加联邦政府在AI研究方面的非国防支出，从2022年的20亿美元开始每年翻倍投入，到2026年达到320亿美元，使其达到类似生物医学研究级别的投资水平。
- 建立一个数字团队，将大量熟练技术人员引入政府部门。
- 建立一所数字服务学院：一所被认可的大学，通过提供教育补贴，换取在政府工作一段时间的承诺。
- 包括新的AI系统和现有系统重大更新的公民权利和公民自由的报告。
- 扩大基于就业的绿卡分配：将其分配给美国所认可大学的每一位人工智能博士毕业生。
- 改革国防部的采购管理系统：以更快、更容易地引入新技术。[5]